# 秋ノ宮
秋ノ宮（あきのみや）は、秋田県湯沢市の大字。郵便番号019-0321。本項では同地域にかつて存在した雄勝郡秋ノ宮村（あきのみやむら）についても記す。

## 地理
湯沢市南部に位置する。西で上院内・下院内、北で寺沢・桑崎、北・東で高松、南で宮城県大崎市鳴子温泉鬼首および山形県新庄市荻野・最上郡最上町法田・金山町有屋・真室川町及位と隣接する。役内川流域にあたる。国道108号が南北に縦貫し、秋田県道・山形県道73号雄勝金山線・秋田県道310号秋ノ宮小安温泉線が分岐する。

### 山岳
| - 烏帽子山 - 小比内山 - 貉森 - 山伏岳 - 高松岳 - 虎毛山 | - 軍沢岳 - 神室山 - 前神室山 - 水晶森 - 黒森 - 出穴森 | - 嶽山 - 平方山 - 三角石山 - 立石山 - 金倉山 |

### 河川
- 役内川、他

### 小字
字赤石沢、字浅萩、字浅萩川原、字阿白沢、字穴畑、字新屋敷、字筏棒、字磯、字岩下、字上ノ野、字薄久内、字内城、字漆沢、字上ハ野、字大桑沢、字大沢、字大田、字大平、字大岱ラ、字大槻ノ沢、字大鍋沢、字大日丁、字大淵沢、字大茂内沢、字大森、字男鹿崎、字沖、字折戸、字貝沢、字掛ノ沢、字影平、字欠山、字片倉、字椛山、字上真木、字鴎沢、字萱ノ沢、字川井、字川井黒沢、字川井山、字川島、字川連、字川原、字北ノ沢、字倉下、字黒沢、字桑沢、字国有林字湯ノ又、字小桑沢、字小沢、字小杉沢、字小杉山、字小滝ケ沢、字小渕ケ沢、字駒ケ沢、字金田ノ沢、字沢、字山居野、字下幅、字清水川原、字清水沢、字清水山、字下川原、字下田ノ沢、字下ノ野、字下平、字蛇崩、字城ノ内、字白ケ沢、字新磯、字杉ノ崎、字杉山、字堰ノ口、字関ノ口、字背名沢、字ソリタ、字滝ノ沢、字嶽下、字嶽下山根、字嶽山、字凧下、字田尻沢、字館沢、字田ノ沢、字槻ノ下、字九十九沢、字造石、字妻ノ沢、字出穴沢、字寺沢、字殿蓋、字殿上、字塒上森、字徳左エ門沢、字戸草沢、字轟、字土橋川原、字塒森、字中島、字中谷地、字中山、字西ノ又、字仁勢山、字沼、字沼台、字根木、字根木沢、字野中、字兀山、字畑、字畑ノ沢、字八森山、字幅ノ上、字肘懸、字桧山沢、字平林、字深沢、字ヘクリ、字仏沢、字仏岱、字前川原、字前平、字真木、字真木小沢、字真木沢、字政組、字松木沢、字松原、字真根ケ沢、字水無、字宮月、字向田、字茂内沢、字夜牛、字夜牛林、字役内中山、字役内山、字矢倉屋敷、字矢地ノ沢、字矢ノ場、字山岸、字山谷、字山谷坂、字湯ノ岱、字葭ケ沢、字蕨岡

## 歴史

### 沿革
- 平安時代 - 出羽国雄勝郡中村郷として成立。
- 1889年（明治22年）4月1日 - 町村制施行により、中村、役内村、川井村の区域をもって秋ノ宮村が発足。
- 1955年（昭和30年）4月15日 - 秋ノ宮村が横堀町・院内町と合併して雄勝町が発足。同日秋ノ宮村廃止。
- 2005年（平成17年）3月22日 - 雄勝町が湯沢市・稲川町・皆瀬村と合併し、改めて湯沢市が発足。

### 地名の由来
諸説あり。有力なのは1889年の町村制施行の際に秋田県と宮城県を結ぶ位置にあることから、頭文字の「秋」と「宮」を取って名付けられたという説である。

## 交通

### バス
なし。以下は平成23年3月を以って廃止。
羽後交通
- 秋の宮線
  - 雄勝中央病院 - 湯沢営業所 - 須川 - 横堀駅前 - 秋の宮山荘前

### 道路
- 国道108号（仙秋サンライン、鬼首道路）
- 秋田県道・山形県道73号雄勝金山線
- 秋田県道310号秋ノ宮小安温泉線

## 施設
- 秋ノ宮郵便局
- 西秋ノ宮簡易郵便局（休業中）
- 湯雄医師会病院

## 名所・旧跡・観光スポット・祭事・催事
- 秋ノ宮温泉郷
- 鮞状珪石および噴泉塔（国指定天然記念物）

## 秋ノ宮村出身者
- 菅義偉 - 政治家、第99代内閣総理大臣。
- 照國萬藏 - 元大相撲力士。第38代横綱（本名：菅萬蔵→大野萬蔵）